# Игре малих земаља Европе 2019.
17. Игре малих земаља Европе одржане су од 27. маја до 1. јуна 2019. у Црној Гори. Центар дешавања била је Будва, а такмичења су се одвијала у још четири града - Бару, Тивту, Цетињу и Подгорици. Организатори игара били су Атлетски савез малих земаља Европе (AASSE) и Црногорски олимпијски комитет.

## Земље учеснице
1. Андора
2. Исланд
3. Кипар
4. Лихтенштајн
5. Луксембург
6. Малта
7. Монако
8. Сан Марино
9. Црна Гора (домаћин)

На овогодишњим Играма малих земаља Европе по први пут је на некој спортској манифестацији најављено учешће спортиста из Ватикана. Спортисти Ватикана су били присутни на Играма у статусу "посматрача", да би на наредним играма 2021. године, у складу са међународним правилима, наставили са пуноправним чланством.

## Спортови
| - Атлетика - Боћање - Кошарка - Одбојка - Одбојка на песку |  | - Пливање - Стони тенис - Стрељаштво - Тенис - Џудо |

## Биланс медаља
| Пласман | Земља       |     |     |     | Укупно |
| ------- | ----------- | --- | --- | --- | ------ |
| 1.      | Луксембург  | 26  | 27  | 24  | 77     |
| 2.      | Исланд      | 21  | 27  | 16  | 64     |
| 3.      | Кипар       | 19  | 13  | 23  | 55     |
| 4.      | Монако      | 15  | 13  | 20  | 48     |
| 5.      | Црна Гора   | 15  | 6   | 14  | 35     |
| 6.      | Лихтенштајн | 9   | 5   | 6   | 20     |
| 7.      | Малта       | 6   | 12  | 9   | 27     |
| 8.      | Андора      | 3   | 4   | 11  | 18     |
| 9.      | Сан Марино  | 1   | 4   | 7   | 12     |
|         | Укупно {9}  | 115 | 111 | 130 | 356    |